# Gelotologia

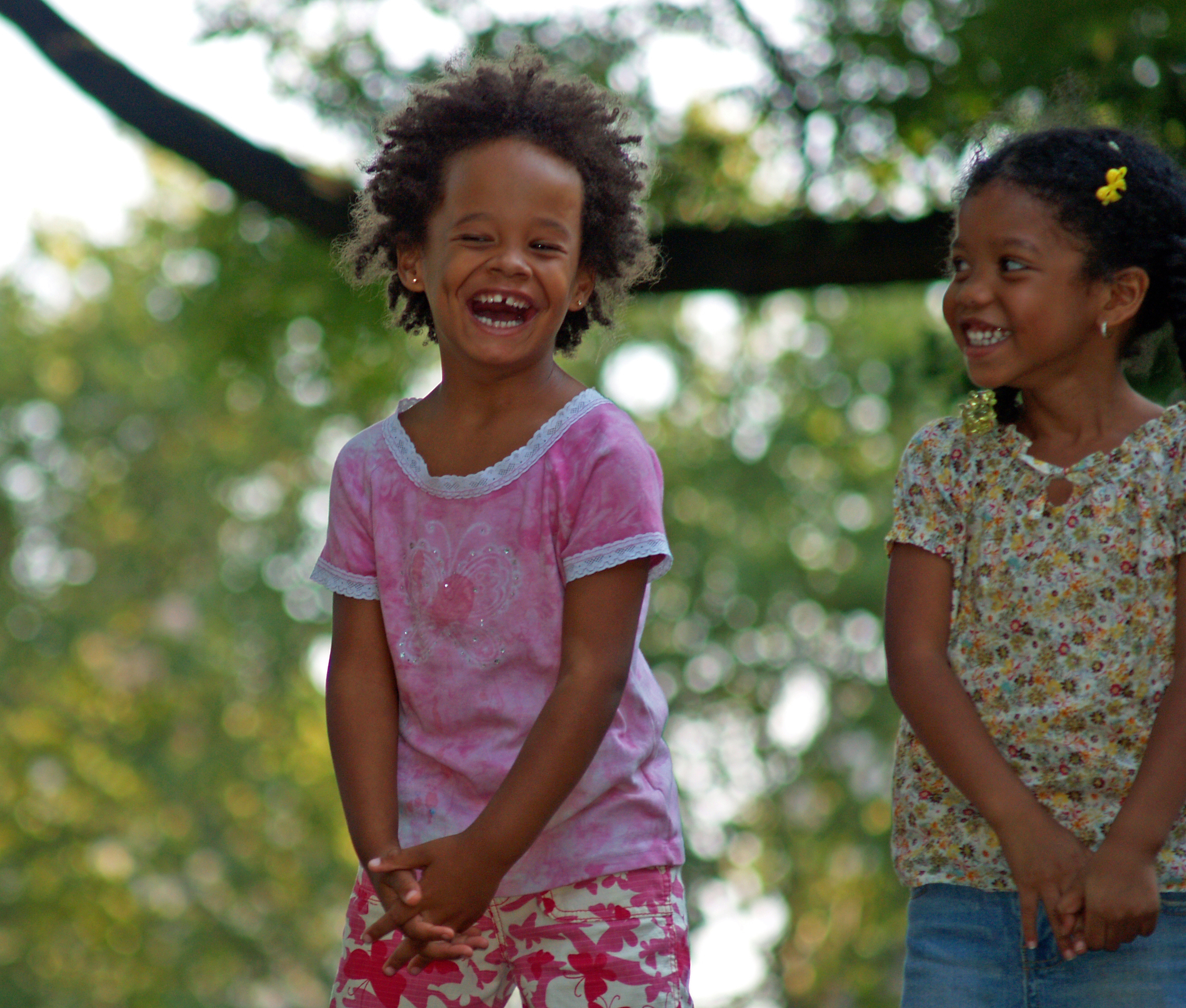
Duas garotas rindo

Gelotologia (do grego γέλως gelos "riso") é o estudo do riso e seus efeitos no corpo, do ponto de vista psicológico e fisiológico. Os seus proponentes defendem frequentemente a indução do riso por motivos terapêuticos na medicina alternativa. O campo de estudo foi iniciado por William F. Fry, da Universidade Stanford.

## História
A gelotologia foi estudada pela primeira vez por psiquiatras, embora alguns médicos da antiguidade recomendassem o riso como forma de remédio. Foi inicialmente reprovado pela maioria dos outros médicos, que duvidavam que o riso possuísse qualidades analgésicas. Um estudo inicial que demonstrou a eficácia do riso num ambiente clínico mostrou que o riso poderia ajudar os pacientes com dermatite atópica a responder menos aos alérgenos. Outros estudos mostraram que o riso pode ajudar a aliviar o estresse e a dor e pode auxiliar na reabilitação cardiopulmonar.

## Tipos de terapia
Surgiram vários tipos de terapia que usam o riso para ajudar os pacientes.
- A Terapia do Humor e do Riso consiste no uso de materiais humorísticos, como livros, shows, filmes ou histórias, para encorajar a discussão espontânea das próprias experiências humorísticas dos pacientes. Isso pode ser fornecido individualmente ou em grupo. O processo é facilitado por um médico.[5] Também pode ser usado em conversas entre profissionais médicos e pacientes.[6]
- A Meditação do Riso possui semelhanças com a meditação tradicional. Porém, é o riso que faz com que a pessoa se concentre no momento, por meio de um processo de três estágios de alongamento, riso intencional e um período de silêncio meditativo. Às vezes isso é feito em configurações de grupo.[7]
- O Ioga do Riso é um pouco semelhante ao ioga tradicional, é um exercício que incorpora técnicas de respiração, ioga e alongamento, além do riso. O formato estruturado inclui diversos exercícios de riso por um período de 30 a 45 minutos facilitados por um indivíduo treinado. Pode ser usado como terapia suplementar ou preventiva.[8]